# کیاندا
کیاندا (به لاتین: Kyanda) یک منطقهٔ مسکونی در روسیه است که در استان آرخانگلسک واقع شده‌است.